# Жовнинська битва (1638)
Жовнинська битва — одна з найбільших битв козацько-селянських повстань 1637—1638 рр., битва українських повстанців на чолі з Яковом Острянином та Дмитром Гунею проти урядового шляхетського війська під час повстання Острянина 1638 року.

## Передумови
Ще на початку 1638 року в Січі повстанці обрали нового гетьмана — Яцька Острянина. Водночас запорожці послали представників до донських козаків із проханням про допомогу. 20 березня 1638 року, напередодні походу із Запорожжя, Острянин звернувся з універсалами до українського народу. Він сповіщав, що іде «з військом на Україну Малоросійську для визволення вас, народу нашого православного, від ярма гноблення і мук тиранських лядських і щоб помститися за вчинену наругу, сплюндрування, спустошення і образи всього поспольства роду Руського (українського — ред.) в Малій Росії, по обидві сторони Дніпра мешкаючого». Універсали Острянина малюють картину наруги панів над українським народом. У них ішлося про те, що військо Запорозьке, яке прислухається до народних страждань, не може вже бачити «батьків і матерів своїх завжди зганьблених, а також братів, сестер і дружин, тиранськи замордованих, в ополонки крижані в морози зануряємих і обливаємих, у плуги, як волів (чого під сонцем нечувано), запрягаємих… битих батогом і поганяємих, …аби добре тягли… на єдно посміховисько й наругу». Острянин закликав народ приєднатися до запорожців, як тільки вони з'являться на терені староств, а поки що потай готувати зброю, коней, харчі і все потрібне для війни. Водночас він наполегливо радив остерігатися реєстрових козаків, маючи на увазі головним чином лояльну до польського уряду реєстрову старшину.
Універсали запорожців розповсюджувалися не лише на Подніпров'ї, а й на Поділлі, Волині і Покутті. Їх розносили і розвозили люди, які не викликали особливої підозри з боку представників влади, — старці-бандуристи, хлопчаки і, за словами, Окольського, навіть черниці.
Заклики до повстання знаходили відгук серед пригнобленого люду. За словами того ж Окольського, український народ знову готувався йти на Річ Посполиту: одні йшли на Запорожжя, інші посилали запорожцям гроші і харчі, треті виготовляли порох, кулі тощо.
Навесні 1638 року почалося повстання нереєстрових козаків на чолі з Яковом Острянином і Карпом Скиданом, яке підштовхнуло до масового селянського виступу на Київщині і Полтавщині.
У другій половині березня 1638 року повстанці вирушили із Запорожжя на волості, поділившись на три частини. Перша, під проводом Острянина, йдучи лівим берегом Дніпра, захопила Кременчук, а потім повернула на Хорол і Омельник. Запорозька флотилія під проводом Гуні піднялася по Дніпру й оволоділа перевозами в Кременчуці, Максимівці, Бужині й Чигирин-Діброві. Скидан із рештою війська пішов правим берегом Дніпра і захопив Чигирин. Повстанці ставили перед собою складне завдання: знищити частини коронного війська, які базувалися під орудою С. Потоцького на Лівобережжі (сам Потоцький перебував спочатку в Ніжині, а потім у Лубнах). Щоб не дати йому змоги відступити і водночас позбавити його зв'язку з Правобережжям, повстанці прагнули захопити дніпровські перевози.
Попри обережність, з якою просувався Острянин, С. Потоцький довідався про це і негайно рушив назустріч козакам. Услід за Потоцьким ішов Ілляш Караїмович, поспіхом зібравши реєстрове військо в Переяславі. Сили Острянина, за словами Окольського, на той час «були ще незначні».
Після невдалих для повстанських загонів сутичок під містом Лубнами та на річці Сліпоріді основні сили повстанців, з якими були їхні сім'ї, відступили до Жовнина (нині с. Жовнине Золотоніського району Черкаської області), де почали будувати табір.

## Хід битви
Позиції, зайняті Острянином під Жовнином, поблизу впадіння Сули в Дніпро, були невигідні. До того ж кіннота С. Потоцького, не відриваючись, весь час переслідувала козаків. На світанку 3 (13) червня, діждавшись підходу інших частин, що надійшли від Лукомля, військо Потоцького почало штурм позицій Острянина. Переважаючими силами, вони прорвали в кількох місцях оборону, захопивши 8 гармат і багато пороху. Вважаючи дальший опір недоцільним Яків Острянин, зазнавши значних втрат, з частиною козаків відступив з-під Жовнина на Слобідську Україну в межі Московської держави. Повстанці під керівництвом Кудри і Пешти замкнули табір і, оточивши кінні корогви противника, яким удалося до нього прорватися, розпочали їх знищувати. Однак Вишневецький почав штурмувати козацький табір, і лише на третій раз зміг, у кінному ладу прорвавши табір з возів та ланцюгів, дати змогу своїм вийти з пастки. Ніч перервала битву.
Повстанці, що лишилися в таборі, обрали гетьманом Дмитра Гуню і під його проводом відбили штурм ворога. Обидві сторони зазнали значних втрат. Козаки зайняли виступ на березі Сули, який майже з усіх сторін омивався річкою. Стомлене військо всю ніч працювало над його укріпленням. Із тієї сторони, де не було річки, було насипано вал. Коронні війська навпроти козацького валу насипали свій вал, під самим козацьким табором спорудили свої шанці, а наступного дня 4(14 червня) розпочали обстріл козацького табору.
Уночі з 4 на 5 червня з-під Чигирина на Жовнин з невеликим загоном повстанців і запасом харчів підійшов Скидан. Ледве він переправився на лівий берег Дніпра, як на нього наскочили надіслані С. Потоцьким реєстровці і чотири хоругви жовнірів. Почалася стрілянина, під час якої Скидана було тяжко поранено. Козаки відправили пораненого отамана назад до Чигирина, а самі після тривалого бою пробилися до Гуні.
Але Станіславу Потоцькому не вдалося зламати опір повстанців. На допомогу коронному військові під Жовнин вирушив з кіннотою польний гетьман Миколай Потоцький. 10 червня в Жовнині стало відомо про наближення ворожого підкріплення. Повстанці спочатку розпочали переговори про капітуляцію, але дізнавшись про наближення з-за Дніпра загону Скидана, перервали переговори. Скидану не вдалося прорватися до оточених товаришів. У запеклій битві він був розбитий і повернувся до Чигирина.
В умовах безупинних приступів поляків у ніч з 11 на 12 червня (або з 21 на 22-ге) козаки Гуні спорудили міст через Сулу і перейшли на два кілометри вниз, туди, де Сула впадає в Дніпро, і в урочищі Старець, над старим Дніпровим річищем, зайняли сильні позиції і там ще майже два місяці тримали оборону. Ось як характеризує дії Гуні історик Михайло Грушевський:
|  | Се відступлення з-під Жовнина і оборона на Старці-Дніпрі записали Гуню на вічні часи поміж найславнішими проводирями козацькими. |

За даними польського вченого Зб. Вуйціка, 7 серпня козаки прийняли умови капітуляції, 9 серпня розійшлись. Гуня разом тими, хто не мав наміру капітулювати, в ночі з 6 на 7 серпня разом з отаманом Філоненком пішли до Московії.